# La Chevauchée de l'honneur
Pour les articles homonymes, voir Streets of Laredo.
Pour plus de détails, voir Fiche technique et Distribution.
La Chevauchée de l'honneur (Streets of Laredo) est un western américain réalisé en 1948 par Leslie Fenton, sorti en 1949.

## Synopsis
Après plusieurs années de mauvais coups, deux anciens bandits rejoignent les Texas Rangers. Ils devront traquer leurs anciens complices .

## Fiche technique
- Titre : La Chevauchée de l'honneur
- Titre original : Streets of Laredo
- Réalisation : Leslie Fenton
- Scénario : Charles Marquis Warren, d'après une histoire de Louis Stevens et Elizabeth Hill et un scénario original de King Vidor (non crédité)
- Chef-opérateur : Ray Rennahan (Technicolor)
- Musique : Victor Young
- Montage : Archie Marshek
- Direction artistique : Henry Bumstead, Hans Dreier
- Décors : Sam Comer, Bertram C. Granger
- Durée : 93 minutes
- Date de sortie :  États-Unis 11 mai 1949
- Production : Paramount Pictures
- Affiche : Roger Soubie (France)

## Distribution
- William Holden : Jim Dawkins
- Macdonald Carey : Lorn Renning
- Mona Freeman : Rannie Cartern
- William Bendix : Reuben "Wahoo" Jones
- Stanley Ridges : le major Bailey
- Clem Bevans : Pop Lint
- Alfonso Bedoya : Charley Calico
- Ray Teal : Cantrel, un homme de main
- James Bell : Ike
- Dick Foote : Pips
- Grandon Rhodes : Phil Jessup

Acteurs non crédités
- Frank Hagney : un Texas Ranger
- Alex Montoya : un mexicain

## Autour du film
Il s'agit d'un remake du film de King Vidor, The Texas Rangers (La Légion des damnés) tourné en 1936.